# Alba Flores
Alba González Villa, més coneguda pel nom artístic d'Alba Flores   (Madrid, 27 d'octubre de 1986), és una actriu espanyola.
És l'única filla d'Antonio González Flores (músic i compositor que li va dedicar una cançó), amb Ana Villa. És neta de la popular Lola Flores, neboda de les també cantants Lolita Flores i Rosario Flores i cosina de l'actriu Elena Furiase. Alba Flores estudià interpretació des dels tretze anys i declarà, en nombroses ocasions, la passió que sentia per la interpretació, així com la intenció de dedicar-s'hi, de manera que abandona la tradició musical dels familiars. En poc temps com a actriu, ha realitzat nombroses obres, encara que les més transcendents en l'àmbit mediàtic són: Lluna de mel a Hiroshima (2005) i la versió gitana de Somni d'una nit d'estiu (2007). Va debutar al cinema amb la pel·lícula El calentito (2005), de Chus Gutiérrez, amb Verónica Sánchez, Ruth Díaz, Macarena Gómez, Estíbaliz Gabilondo, Lluvia Rojo, entre d'altres.
En televisió va participar en un episodi de la sèrie El comisario, l'any 2006. L'any 2008, va aconseguir un paper en la sèrie d'Antena 3, El Síndrome de Ulises. A finals d'aquell mateix any començà el musical "Enamorados Anónimos", amb el qual continua en l'actualitat. El 2009 gravà el tema del seu pare No puedo enamorarme de tí, per a la banda sonora del film de Roberto Santiago Al final del camino, protagonitzat per Malena Alterio i Fernando Tejero. El 2013 interpretà el personatge de la jove Jamila a la sèrie "El Tiempo entre costuras". També participà en les sèries de televisió Vis a vis i La casa de papel.
L'any 2019 participà a l'obra de teatre La excepción y la regla, de Bertolt Brecht en el Teatro del Barrio.

## Filmografia

### Cinema
Informació actualitzada per un bot. Els canvis manuals es perdran quan s'actualitzi!
| Any  | Títol                     | Direcció                | Dades a Wikidata              |
| ---- | ------------------------- | ----------------------- | ----------------------------- |
| 2005 | El Calentito              | Chus Gutiérrez          | Modifica les dades a Wikidata |
| 2006 | Los managers              | Fernando Guillén Cuervo | Modifica les dades a Wikidata |
| 2014 | Vicenç Ferrer             | Agustí Crespí           | Modifica les dades a Wikidata |
| 2015 | La memoria del agua       | Matías Bize             | Modifica les dades a Wikidata |
| 2021 | Las cartas perdidas       | Amparo Climent          | Modifica les dades a Wikidata |
| 2023 | Te estoy amando locamente | Alejandro Marín         | Modifica les dades a Wikidata |

### Televisió
Informació actualitzada per un bot. Els canvis manuals es perdran quan s'actualitzi!
| Any       | Títol                    | Direcció | Dades a Wikidata              |
| --------- | ------------------------ | --- | ----------------------------- |
| 2006–2006 | El comisario             | Ignacio Mercero Alfonso Arandia José Ramos Paíno Mateo Meléndrez Chas Jesús Font i Urgell                                         | Modifica les dades a Wikidata |
| 2008–2008 | El síndrome de Ulises    | Inma Torrente Álvaro Fernández Armero Roberto Santiago Eduardo Milewicz Jorge Iglesias Echegoyen                                  | Modifica les dades a Wikidata |
| 2013–2013 | El tiempo entre costuras | Ignacio Mercero Iñaki Peñafiel Norberto López Amado                                                                               | Modifica les dades a Wikidata |
| 2015–2019 | Q19413951                | Jesús Colmenar Sandra Gallego Christensen Marc Vigil Ramón Salazar Carles Torrens Jesús Rodrigo David Molina Encinas Álex Rodrigo | Modifica les dades a Wikidata |
| 2017–2021 | La casa de papel         | Koldo Serra de la Torre | Modifica les dades a Wikidata |
| 2020–2020 | Vis a Vis: El Oasis      | Sandra Gallego Christensen Miguel Ángel Vivas                                                                                     | Modifica les dades a Wikidata |
| 2021–2021 | Maricón perdido          | Alejandro Marín | Modifica les dades a Wikidata |
| 2021–2021 | de Tokio a Berlín        | | Modifica les dades a Wikidata |
| 2022–2023 | Sagrada familia          | Manuel Caro Serrano | Modifica les dades a Wikidata |
| 2023–     | Romancero                | | Modifica les dades a Wikidata |

### Teatre
- La rosa tatuada (2016)
- Drac pack (2016)
- Troyanas (2017)
- La excepción y la regla (2019)

## Premis i nominacions
| Any  | Premi                               | Categoria                                                         | Treball                 | Resultat   | Ref.   |
| ---- | ----------------------------------- | ----------------------------------------------------------------- | ----------------------- | ---------- | ------ |
| 2015 | Premis Ondas 2015                   | Millor intèrpret femenina de ficció (repartiment femení ex aequo) | Vis a vis               | Guanyadora | [ 4 ]  |
| 2016 | XXV Premis de la Unión de Actores   | Millor actriu de repartiment en una sèrie de televisió            | Vis a vis               | Nominada   | [ 5 ]  |
| 2017 | IV Premis Feroz                     | Millor actriu de repartiment en una sèrie de televisió            | Vis a vis               | Nominada   | [ 6 ]  |
| 2017 | XXVI Premis de la Unión de Actores  | Millor actriu de repartiment en una sèrie de televisió            | Vis a vis               | Guanyadora | [ 7 ]  |
| 2018 | 20è Premis Iris                     | Millor actriu                                                     | Vis a vis               | Nominada   | [ 8 ]  |
| 2018 | XXVII Premis de la Unión de Actores | Millor actriu de repartiment en teatre                            | Troyanas                | Nominada   | [ 9 ]  |
| 2018 | VI Premis Feroz                     | Millor actriu de repartiment en una sèrie de televisió            | La casa de papel        | Nominada   | [ 10 ] |
| 2018 | XXVII Premis de la Unión de Actores | Millor actriu de repartiment en una sèrie de televisió            | La casa de papel        | Nominada   | [ 11 ] |
| 2019 | 21è Premis Iris                     | Millor actriu                                                     | La casa de papel        | Guanyadora | [ 12 ] |
| 2019 | XXVII Premis de la Unión de Actores | Millor actriu protagonista d'una sèrie de televisió               | La casa de papel        | Nominada   | [ 13 ] |
| 2019 | 7è Premis MiM                       | Millor actriu de drama                                            | La casa de papel        | Nominada   | [ 14 ] |
| 2019 | Premis Zapping                      | Millor actriu                                                     | La casa de papel        | Nominada   | [ 15 ] |
| 2019 | Fotogramas de Plata                 | Millor actriu de teatre                                           | La Excepcion Y La Regla | Nominada   | [ 16 ] |
| 2020 | XXIX Premis de la Unión de Actores  | Millor actriu protagonista d'una sèrie de televisió               | La casa de papel        | Nominada   | [ 17 ] |
| 2020 | VII Premis Feroz                    | Millor actriu de repartiment en una sèrie de televisió            | La casa de papel        | Nominada   | [ 18 ] |
| 2020 | 7è Premis Platino                   | Millor actriu de repartiment en minisèries o sèries de televisió  | La casa de papel        | Guanyadora | [ 19 ] |